# Mednarodna leninska šola
Mednarodna leninska šola je bila univerza, ki je vzgajala vodilni komunistični kader; delovala je v Moskvi.
Leninova šola je bila politična visoka šola v Sovjetski zvezi, s sedežem v Moskvi. Po Oktobrski revoluciji jo je osnoval Lenin. 
Poučevali so predvsem sovjetske interpretacije politične ekonomije, organizacije, sociologije, temelječe na marksizmu. 
Sovjetski režim je pridobljeno izobrazbo oz. diplomo omenjene šole opredeljeval kot pogoj  za opravljanje funkcij v tedanji Komunistični partiji, vodstvenih položajih državnih podjetij in višjih činov v Rdeči armadi. 
V šolo so se lahko vključevali tudi tujci, prevsem člani komunističnih in delavskih strank, ki so bile vključene v mednarodno gibanje Kominterna. Slednja je bila koordinirana s strani SZ. 
Leninovo šolo so obiskovali tudi številni jugoslovanski komunisti, med drugim: Josip Broz - Tito, Edvard Kardelj, Ivan Maček - Matija Milan Gorkić in Pepca Kardelj.

## Zgodovina
Univerza je bila ustanovljena leta 1926 za potrebe boljševizacije Komunistične internacionale; večina študentov je prihajal iz evropskih in ameriških komunističnih partij. Prve generacije študentov so bile istočasno vpisane v Komunistično partijo Sovjetske zveze.
Prvi rektor je bil Nikolaj Ivanovič Buharin.

## Študentje
- Josip Broz Tito (Jugoslavija)
- Władysław Gomułka (Poljska)
- Erich Honecker (Nemška demokratična republika)
- Walter Ulbricht (Vzhodna Nemčija)
- Waldeck Rochet (Francija)
- Moses Kotane
- Harry Haywood (ZDA)
- Harold Ware (ZDA)
- David Alfaro Siqueiros (Mehika)
- Harry Wicks (Združeno kraljestvo)